# Narcine rierai
Narcine rierai  (лат.) — малоизученный вид скатов рода нарцин семейства Narcinidae отряда электрических скатов. Это хрящевые рыбы, ведущие донный образ жизни, с крупными, уплощёнными грудными и брюшными плавниками в форме диска, выраженным хвостом и двумя спинными плавниками. Они способны генерировать электрический ток. Обитают в западной части Индийского океана на глубине до 214 м. Максимальная зарегистрированная длина 30,1 см.

## Таксономия
Впервые вид был научно описан в 1991 году. В настоящее время известен всего по 11 особям. Голотип представляет собой самца длиной 25,7 см, пойманного придонным креветочным тралом в водах Мозамбика (21°10′ ю. ш. 35°37′ в. д.) на глубине 169—188 м. Паратипы: 4 самки длиной 26,8—29,6 см, пойманные там же. Вид назван в честь начальника Испанского рыболовного офиса на Сейшелах Игнасиа Риеры.

## Ареал
Narcine rierai обитают в западной части Индийского океана в водах Сомали, Мозамбика и Танзании. Эти скаты встречаются на континентальном шельфе и материковом склоне на глубине от 169 до 214 м, по другим данным до 500 м, однако чаще не глубже 300 м.

## Описание
У этих скатов широкие и закруглённые грудные плавники, образующие овальный диск. Имеются два спинных плавника и хвостовой плавник, длина которого превышает длину диска. Позади глаз расположены брызгальца. У основания грудных плавников перед глазами сквозь кожу проглядывают электрические парные органы в форме почек, которые тянутся вдоль тела до конца диска. Ноздри обрамлены лоскутом кожи, длина которого превышает ширину.. Окраска дорсальной поверхности ровного светло-коричневого или золотисто-коричневого цвета. Максимальная зарегистрированная длина 30,1 см.

## Биология
Narcine rierai являются донными морскими рыбами. Они размножаются яйцеживорождением, эмбрионы вылупляются из яиц в утробе матери и питаются желтком и гистотрофом. Самцы и самки достигают половой зрелости при длине 23,5 см и 26,5 см, соответственно. Длина новорожденных около 7,32 см.

## Взаимодействие с человеком
Эти скаты не представляют интереса для коммерческого рыбного промысла. Иногда они попадаются в качестве прилова при коммерческой ловле креветок методом траления. Данных для оценки Международным союзом охраны природы статуса сохранности вида недостаточно.